# Tiankun Hao
Tiankun Hao (天鯤) é uma draga chinesa que tem sido descrita como “a criadora de ilhas mais poderosa da Ásia” e "criador mágico de ilhas" devido à sua capacidade de escavar 6.000 metros cúbicos por hora de areia/sedimento, sua largura é de 28 metros e com 140 metros de comprimento, é o maior navio do género na Ásia. O navio  autopropelido foi lançado em Qidong, na província de Jiangsu, em novembro de 2017. O navio aparentemente tem o nome de "um enorme peixe lendário que pode se transformar em um pássaro mítico".
Em 2023, o "Tiankun" iniciará operações no Porto de Abu Dhabi, nos Emirados Árabes Unidos. Esta é a primeira vez que o navio entra no mercado internacional de dragagem de alta qualidade.

## Design
Comprimento = 140m
Largura da viga = 28m
Designer = Tianjin Dredging Co., uma subsidiária da China Communications Construction Company
Profundidade de dragagem = 35m
Distância de descarga = 15 km

## Propósito
Várias fontes especularam que o navio é utilizado para a construção de ilhas na área do Mar da China Meridional reivindicada pela China.